# Psellidotus
Psellidotus är ett släkte av tvåvingar. Psellidotus ingår i familjen vapenflugor.

## Dottertaxa tillPsellidotus, i alfabetisk ordning[1]
- Psellidotus abditus
- Psellidotus annamariae
- Psellidotus atrifacies
- Psellidotus atriventris
- Psellidotus auripes
- Psellidotus aztecanus
- Psellidotus bonariensis
- Psellidotus caloceps
- Psellidotus comma
- Psellidotus concinnatus
- Psellidotus dasyops
- Psellidotus defectus
- Psellidotus elegans
- Psellidotus fascifrons
- Psellidotus fenestratus
- Psellidotus flavicornis
- Psellidotus formosus
- Psellidotus fulvicornis
- Psellidotus gagatigaster
- Psellidotus goniophorus
- Psellidotus hieroglyphicus
- Psellidotus hypomelas
- Psellidotus inermis
- Psellidotus inflatus
- Psellidotus lucens
- Psellidotus macalpini
- Psellidotus maculifrons
- Psellidotus meganticus
- Psellidotus micheneri
- Psellidotus nasiferus
- Psellidotus novellus
- Psellidotus obscurus
- Psellidotus occipitalis
- Psellidotus panamensis
- Psellidotus pictifrons
- Psellidotus pictus
- Psellidotus protrudens
- Psellidotus robustus
- Psellidotus rubricornis
- Psellidotus rufipennis
- Psellidotus similis
- Psellidotus snowi
- Psellidotus stonei
- Psellidotus texasianus
- Psellidotus viridis